# تنگا (جمهوری آلتای)
تنگا (به لاتین: Tenga) یک منطقهٔ مسکونی در روسیه است که در جمهوری آلتای واقع شده‌است.